# 엘곤땃쥐
엘곤땃쥐(Crocidura elgonius)는 땃쥐과에 속하는 포유류의 일종이다. 케냐와 탄자니아에서 발견된다. 자연 서식지는 아열대 또는 열대 기후 지역의 습윤 산지 숲이다.

## 특징
작은 땃쥐로 몸통 길이는 55~68mm이고 꼬리 길이는 33~40mm이다. 발 길이는 9~11mm, 귀 길이는 7~8mm이고 몸무게는 최대 4.6g이다. 등 쪽 털 색깔은 갈색빛이지만 배 쪽은 희끄무레한 색을 띤다.

## 생태
땅 위에서 주로 생활하는 육상성 동물이고, 야행성 동물이다.

## 분포 및 서식지
해발 1,000m 이상의 케냐 서부의 아프리카산지와 탄자니아 동부아크산맥에 널리 분포한다. 엘곤산의 우간다 쪽에도 서식하는 것으로 추정된다. 우중와 산맥에 가장 많다. 해발 600m 이상의 건조림에서 서식하지만 해발 1,000m 이상의 습윤 지역에서도 발견된다. 습지 가장자리의 썩어가는 초목 사이에서 발견된다.